# 5242 Kenreimonin
Az 5242 Kenreimonin (ideiglenes jelöléssel 1991 BO) a Naprendszer kisbolygóövében található aszteroida. Inoda S. és Urata Takesi fedezte fel 1991. január 18-án.